# Eurysternus maya
Eurysternus maya là một loài bọ cánh cứng trong họ Bọ hung (Scarabaeidae).